# Зарівна Дарія Олександрівна
Дарія Олександрівна Зарівна (нар. 4 липня 1989, Херсон, УРСР) — український державний діяч, блогер, підприємець. Старший радник Керівника Офісу президента України Андрія Єрмака (з лютого 2020 року), операційний директор Bring Kids Back UA. До державної служби займалася медіабізнесом, креативною індустрією. У червні 2019 року стала радником РНБО.
Після повномасштабного вторгнення Росії до України брала участь в інформаційних дайджестах, надаючи новини про війну від імені Офісу Президента України.
Член Робочої групи щодо санкцій проти Росії (Санкційна група Єрмака-Макфола), робочої групи з безпекових гарантій для України (Група Єрмака-Рассмуссена), Ради у справах молоді при Президентові України, Робочої групи із запобігання голоду (гуманітарна продовольча програма Grain from Ukraine) та Робоча група ОЕСР з питань протидії хабарництву. Ініціатор створення Міжнародної робочої групи з розслідування екологічних злочинів, скоєних Росією проти України, та Міжнародної робочої групи Bring Kids Back UA із захисту прав українських дітей, депортованих Росією.
Відповідає за комунікаційне забезпечення процесів обміну військовополоненими, співпрацює з Координаційним штабом з питань поводження з військовополоненими.
Промотує волонтерську ініціативу Spend with Ukraine, щоб допомогти людям з усього світу дізнатися про українські продукти та послуги.

## Життєпис

### Ранні роки
Народилася 4 липня 1989 року в Херсоні, закінчила КНУ ім. Шевченка. Пройшла Курс зі стратегічного маркетингу в Стенфордському університеті, Курс «Цінності та суспільство» в Інституті Аспена.
Закінчила курс зі стратегічних комунікацій за підтримки уряду Великої Британії.

### Кар'єра
У 2014 році займалася запуском онлайн-версії журналу L'Officiel Україна, де була шеф-редакторкою. Співзасновниця в Elevate Conference, а також вона була директором в рекламній агенції ANGRY.
У липні 2018 року заснувала інтернет-видання про технології та бізнес Vector. Співзасновниця і CEO платформи Charitum, сервісу з проведення онлайн-аукціонів, який допомагає збирати гроші різним благодійним фондам і ініціативам і водночас — соціальне онлайн-медіа, статті на якому розповідають про людей, яким потрібна допомога.
У грудні 2020 року Зарівна та її бізнес-медіа Vector створили подкаст «Що ви творите?», в якому вона спілкується з українськими підприємцями і креативщиками. Перелік деяких з героїв подкастів, які вела Зарівна: Владислав Чечоткін, Ярослава Гресь, директор Reface Дмитро Швець та інші.
З 6 вересня 2021 року видання Vector перейшло на українську.

### Робота в Офісі Президента України
11 лютого 2020 року Дарія Зарівна стала радником Андрія Єрмака, який був призначений на посаду керівника Офісу Президента України. У січні 2022 року залучена до участі у формуванні державної молодіжної політики у новоствореній Раді у справах молоді при Президентові України.

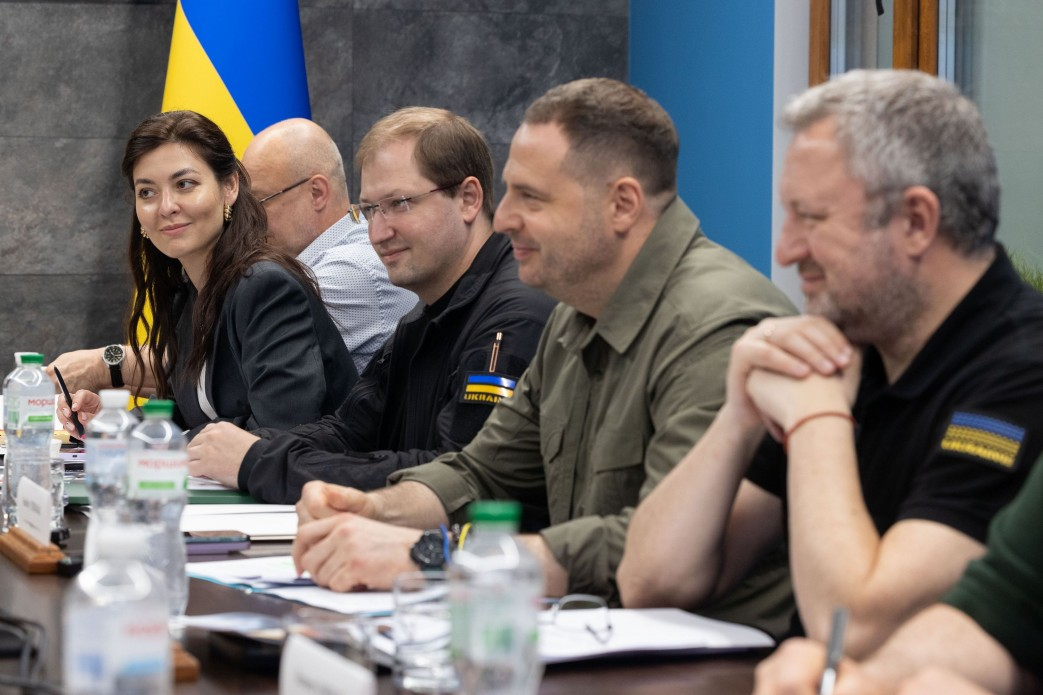
Засідання Міжнародної робочої групи щодо екологічних наслідків війни

Через кілька тижнів після початку повномасштабного російського вторгнення в Україну, Зарівна стала відповідати за інформаційне забезпечення Штабу з гуманітарних та соціальних питань, створеного Президентом України Зеленським 2 березня 2022 року.
У квітні 2022 року увійшла до складу Міжнародної Робочої групи з питання санкцій проти Росії, створеної Андрієм Єрмаком і колишнім послом США в Росії Майклом Макфолом (Санкційна група Єрмака-Макфола), координуючи питання комунікацій. У квітні брала участь у створенні матеріалу Саймона Шустера для американського видання Time про роботу Офісу Президента України під час війни.
1 липня 2022 року стала проєктним менеджером Міжнародної робочої групи з питань безпекових гарантій для України, яку очолювали Андрій Єрмак та Андерс Фог Расмуссен (Група Єрмака-Рассмуссена) разом з Олександром Бевзом.
У липні 2022 року президент Зеленський призначив Зарівну членом Робочої групи ОЕСР з питань протидії хабарництву. Член Робочої групи із запобігання голоду (гуманітарна продовольча програма Grain from Ukraine) з 3 листопада 2022 року.
15 травня 2023 року Зарівна вперше розповіла про створення Міжнародної робочої групи Bring Kids Back UA із захисту прав українських дітей, депортованих Росією.

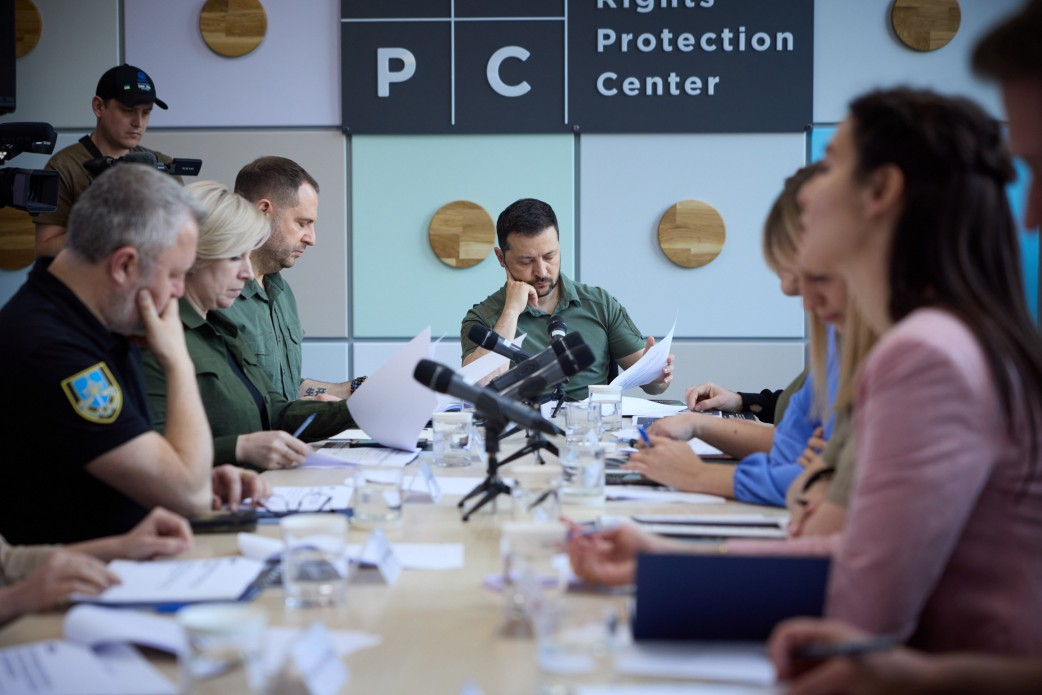
Презентація плану повернення дітей Bring Kids Back UA

31 травня 2023 року президент Зеленський презентував Bring Kids Back UA, Зарівна стала операційною директоркою програми.
Зарівна була у складі української делегації під час двох робочих візитів до США у листопаді та грудні 2023 року.
22 січня 2024 року разом з міністром економіки Юлією Свириденко, міністром цифрової трансформації Михайлом Федоровим, голова ВРУ Русланом Стефанчуком взяла участь у закритій зустрічі з підприємцями.

## Визнання
Згідно з розслідуванням видання «ЛІГА.net» про Офіс Президента України, Зарівна з Михайлом Подоляком відповідає за інформаційний блок ОП.
У червні 2021 року Зарівна посіла 34-е місце в топ-100 найвпливовіших жінок України за версією журналу «Фокус».

## Сім'я
- Екс-чоловік - Довбенко Андрій Михайлович.[38]